# TVFQ 99
TVFQ 99 (sigles de Télévision Française au Québec, Canal 99) était une chaîne de télévision québécoise qui diffusait des émissions provenant des chaînes de télévision française TF1, Antenne 2 et FR3. Elle était distribuée sur le câble du 16 septembre 1979 jusqu'au lancement de TV5 Québec Canada le 1er septembre 1988.

## Histoire de la chaîne
TVFQ 99 est née à la Délégation générale du Québec à Paris en 1978 à l'occasion d'une rencontre entre M. Chagnon, président de Vidéotron et des fonctionnaires du Quai d'Orsay pour diffuser des programmes français sur le câble québécois.
Les émissions importées en mode SÉCAM étaient transcodées en NTSC par la société Sette (Société d'Édition & de Transcodage T.E. Ltée), alors basée à Brossard. Au lancement, TVFQ était au câble 16 chez Télécâble Vidéotron, et au câble 12 chez Câblevision nationale (ouest de l'Île et Laval). Un an plus tard le 25 septembre 1980, la chaîne est distribuée via satellite et rejoint 35 câblodistributeurs québécois. Par la suite, TVFQ se trouva au canal 5 avec Vidéotron à Montréal mais fut déplacée au canal 30 le 2 septembre 1986 avec le lancement de Télévision Quatre-Saisons afin que cette dernière soit positionnée entre Radio-Canada (canal 4) et télé-Métropole (canal 7),.

## Programmation
La chaîne n'était pas autorisée à diffuser des émissions dont les droits sont acquis par Radio-Canada ou Télé-Métropole. Parmi les émissions les plus populaires : le jeu questionnaire Des chiffres et des lettres, les émissions de variétés L'École des fans, Champs-Élysées et Le Grand Échiquier, et l'émission littéraire Apostrophes. La chaîne était en ondes d'environ 17 h à minuit, puis fermait en affichant l'horaire de la journée sur fond audio de Radio France internationale.